# 황인홍
황인홍(黃仁洪, 1956년 5월 15일 ~ )은 대한민국의 정치인이다. 제45·46대 전라북도 무주군수이다.

## 경력
- 1994.01 ~ 1997.09: 무풍농업협동조합 조합장
- 1997.09 ~ 2013.12: 구천동농업협동조합 조합장
- 2006.11 ~ 2008.12: 농민신문 비상임감사
- 2018.07 ~ : 제45·46대 민선 7·8기 전라북도 무주군수(초선)
- 2018.09 ~ 2022.01: 전국시장·군수·구청장협의회 군수대표 겸 전북 군수대표
- 2022.07~: 전국농어촌지역군수협의회 감사

## 학력
- 무풍초등학교 (졸업)
- 무풍중학교 (졸업)
- 대전예지고등학교 (졸업)

## 범죄전력
- 업무상배임: 벌금 500만원 - 2002년 7월 2일 선고[1]

### 공직선거법 위반
지방선거 선거 운동 기간인 2018년 5월 30일 제출한 선거공보물 소명서와 6월 3일 군수 후보 공개토론회에서 조합장 재직 시절 직원과 공모하여 친구에게 부당한 대출을 해준 사실이 적발돼 업무상 배임 혐의로 처벌받은 이유에 대해 "조합장으로서 부득이하게 처벌을 받아 억울하다"고 해명하여 허위사실을 공표한 혐의(공직선거법 위반)로 기소되었다. 2019년 1월 25일 전주지법에서 열린 1심에서 공직선거법 위반 혐의에 대해 벌금 200만 원을 선고받았다. 2019년 6월 4일 광주고법에서 열린 2심에서 공직선거법 위반 혐의에 대해 벌금 80만 원을 선고받았다. 검찰에서 상고하지 않아 2심 형이 확정되어 군수직을 유지하였다.

## 역대 선거 결과
|  | 23.61% |

|  | 56.80% |

|  | 58.15% |